# Erythrus suturellus
Erythrus suturellus là một loài bọ cánh cứng trong họ Cerambycidae.